# 勒尼藏
勒尼藏（法語：Le Nizan，法語發音：[lə nizɑ̃]）是法国吉伦特省的一个市镇，属于朗贡区。

## 地理
勒尼藏（44°28'39"N, 0°16'11"W）面积15.21 平方千米，位于法国新阿基坦大区吉倫特省，该省份为法国西南部沿海省份，是法國本土面积最大的省，北起滨海夏朗德省，西临大西洋，南至朗德省，东南接洛特-加龍省，东临多爾多涅省。
与勒尼藏接壤的市镇（或旧市镇、城区）包括：罗阿扬、于泽斯特、欧比亚克、巴扎斯、利尼昂德巴扎斯、马泽尔、诺阿扬、莱奥雅茨。

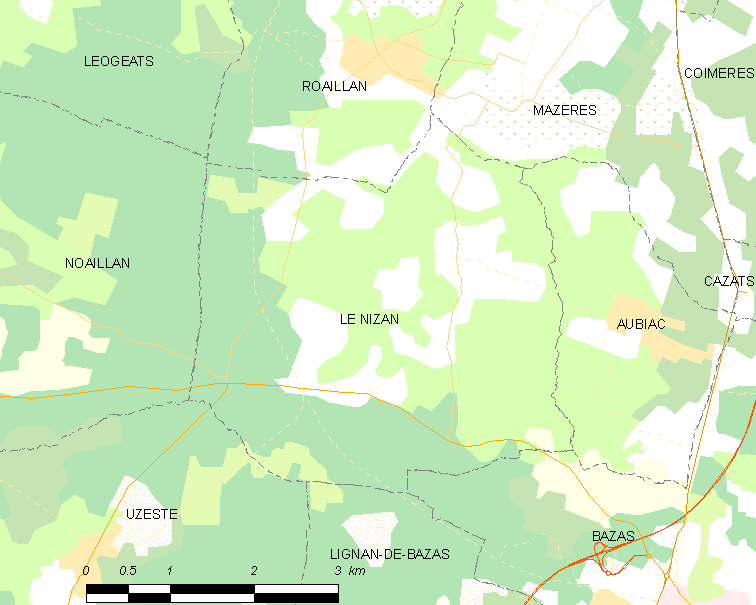
勒尼藏的OSM定位图

勒尼藏的时区为UTC+01:00、UTC+02:00（夏令时）。

## 行政
勒尼藏的邮政编码为33430，INSEE市镇编码为33305。

## 政治
勒尼藏所属的省级选区为南吉伦特县。

## 人口

1962-2008年间勒尼藏人口变化图示

勒尼藏于2022年1月1日时的人口数量为506人。